# Helodon clavatus
Helodon clavatus е насекомо от разред Двукрили (Diptera), семейство Зли мухи (Simuliidae). Няма подвидове.